# ピエタ (舞台)
『ピエタ』は、大島真寿美の小説「ピエタ」
を原作に作成された舞台。2023年7月本多劇場にて初演された。
18世紀、ヴェネツィアを舞台に、ピエタ慈善院の運営を担うようになった娘、合唱・合奏の責任者の娘、貴族の娘、高級娼婦(コルティジャーナ)など、身分や立場を超えた女性達の交流と絆を描く。

## 上演までの経緯
小泉今日子が読売新聞の読書委員時代の2011年に、記者の勧めで「ピエタ」を読み、書評を記載。当時から舞台で表現することを考える。小泉が代表取締役を務める株式会社明後日を作ろうと思ったきっかけになった作品。2020年以前から何回も上演に挑むも、実現に至らなかった。2020年は、ぼぼ上演準備ができていたが、コロナ禍の影響で上演を断念し、代わりに朗読劇「ピエタ」を上演した。

## 上演記録
2023年
- 東京公演：7月27日 - 8月6日、本多劇場
- 愛知公演：8月9日 - 10日、穂の国とよはし芸術劇場PLAT 主ホール
- 富山公演：8月19日 - 20日、オーバード・ホール/中ホール
- 岐阜公演：8月26日、ぎふ清流文化プラザ長良川ホール

## キャスト
|                | 2023年     |
| -------------- | ---------- |
| エミーリア     | 小泉今日子 |
| ヴェロニカ     | 石田ひかり |
| クラウディア   | 峯村リエ   |
| パオリーナ     | 広岡由里子 |
| ザネータ       | 伊勢志摩   |
| ジロー嬢       | 橋本朗子   |
| ジーナ         | 高野ゆらこ |
| アンナマリーア | 会田桃子   |

## 楽器演奏
- ヴァイオリン：向島ゆり子、会田桃子
- 鍵盤（チェンバロ等）：江藤直子

## スタッフ
- 原作：大島真寿美「ピエタ」(ポプラ社)
- 脚本・演出：ペヤンヌマキ
- 音楽監督：向島ゆり子
- 美術：田中敏恵
- 照明：倉本泰史
- 音響：佐藤こうじ
- 衣装：宇都宮いく子
- ヘアメイクデザイン：勇見勝彦
- ヘアメイク：伊藤こず恵
- ステージング：下司尚実
- 演出助手：きまたまき
- 舞台監督：谷澤拓巳
- イラスト：メグホソキ
- 宣伝美術：細山田光宣、藤井保奈、奥山志乃
- 宣伝写真：シバサキフミト
- 宣伝衣装：宇都宮いく子、桧森美恵
- 宣伝ヘアメイク：大原恵美
- 宣伝編集：303BOOKS
- WEB：山田大悟
- 票券：Mitt
- 制作助手：前田明子
- 制作プロデューサー：関根明日子
- プロデューサー：小泉今日子
- 企画・製作：株式会社明後日